# Haiga

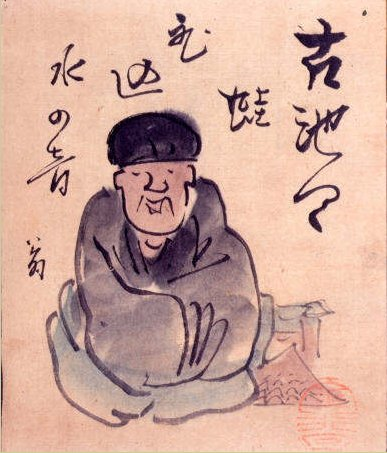
Jokoi Kinkoku 1820 körül készült Macuo Basót ábrázoló portréja. A képen látható kalligráfia a költő egyik leghíresebb versét írja le: Furuike ja / kavazu tobikomu / mizu no oto (Ó az öreg tó! / Béka ugrott belé / Megcsobbant a víz. - ford. Képes Géza).

A haiga (japánul 俳画) a japán festészet egy formája mely magába foglalja a haikai művészetét is. A haigák jellemzően haiku költők (haijin) munkái és gyakran a haiku versek velejárói. Csakúgy, mint a versek melyekhez társulnak, a haigák is egyszerű szerkezetűek, gyakran a mindennapi élet alapos megfigyelésein alapulnak. Stilisztikailag azonban nagyon sokszínűek, változatosak, a festők személyes képzettségén és preferenciáján alapulnak, de általában a korstílusnak megfelelő hatásokat is tükröznek, magukon viselnek. Ilyen például a Kanó iskola irányzata, a minimalista zen festészet és az otszu-e irányzat, miközben a nanga tradíció esztétikai attitűdjét is az olvasók elé tárják. Néhányuk pedig a fametszetek festészetét eleveníti fel. A képek nem csupán kiegészítői ezen verseknek, mélyebb jelentést, az érzések és az érzelmek jobb megértését szolgálják.
A hold az egyik legkedveltebb téma ezeknél a képeknél és verseknél, melyet sokszor a zen körrel, az ensó-val jelenítenek meg, mely számos jelentést hordoz, beleértve az ürességet is. A másik népszerű szimbólum a Fuji-hegy melyet gyakran a lehető legkevesebb ecsetvonással próbálnak megfesteni így törekedve az eleganciára, szépségre és egyben az egyszerűségre. Hiszen a japán tusfestészetben a művész egy-két ecsetvonással alkot, a szándékosan fehéren hagyott foltokba pedig a műértő néző fantáziája helyezi el a megfelelő részleteket.

## Története

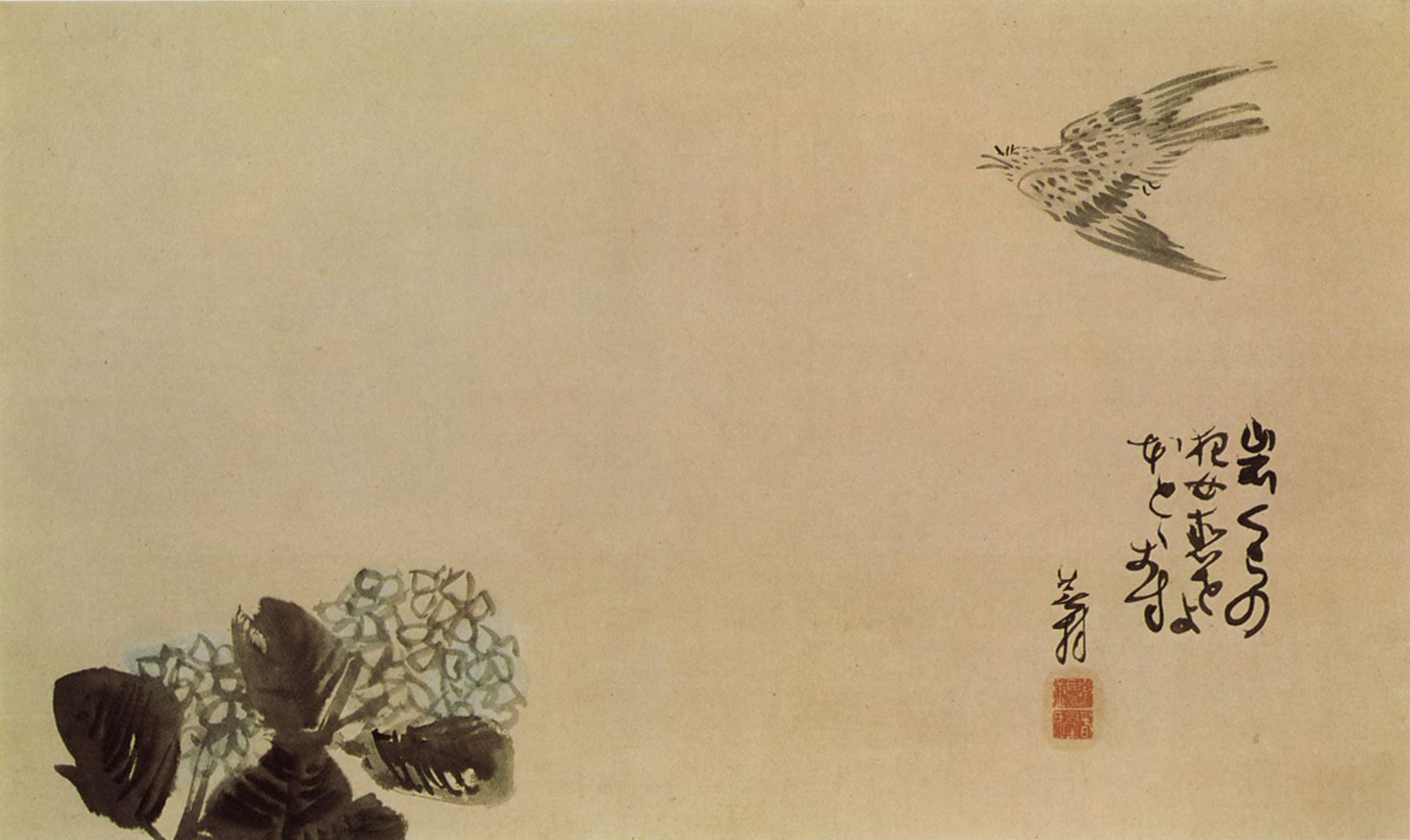
Josza Buszon által készített haiga.

Nonogucsi Rjúho (1595-1669) a Kanó Tan'ju iskola diákja, nevéhez kapcsolható a haiga megalkotása, bár igaz, hogy a Rjúho-t megelőző évszázadokban is társultak a versek mellé képek, de ő volt az első, aki ténylegesen összekapcsolta festményeit verseivel és kalligráfiájával.
Macuo Basó (1644-1694) kinek nevét és műveit az egész világon ismerik, alkalmanként festészettel is foglalkozott, és képeit híres haikujaihoz kapcsolta. Csakúgy, mint versei Basó képei is egyszerűségről árulkodnak de így is mélyebb jelentést kölcsönöznek verseinek melyekhez párosította őket. Élete végén festészetet tanult Morikava Kjoriku (1656-1715) kezei alatt, aki a költő tanítványa volt, a közös munka pedig mindkét fél számára hasznosnak bizonyult. Számos közös munka született mely kombinálta Morikava képeit és Basó verseit és kalligráfiáját.
Haikukat írni, és ezekhez megfelelő képeket alkotni egy szokványos tevékenységnek számított az Edo-kori művészek körében, akik ezzel ütötték el szabadidejüket, de baráti összejöveteleken is kedvelt szórakozási forma volt.
A híres író Ihara Szaikaku (1642-1693) egyike volt azoknak, akik nem a megszokott módon társítottak képeket verseikhez. Ezzel ellentétben állt Josza Buszon (1716-1783), aki Basó mellett az Edo-kori Japán egyik legnagyobb írójának számított.

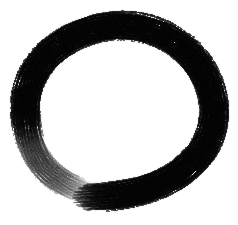
A zen kör, mely az ürességet is szimbolizálja.

A haiga megjelenési formái nagyon különbözőek mivel a hagyományoknak megfelelően a különböző festőiskolákban a tanítások mesterről tanítványra szálltak így a különböző technikák elsajátítása csak kitartó munkával vált lehetségessé. Néhány, mint Basó művei, melynek előterében a versek állnak és ezekhez társította gyakran csak vázlatos képeit, ellentétben Buszonnal, aki inkább a képek kidolgozottságára koncentrált.
Marujama Goshun (1752-1811) és Ki Baitei (1734-1810) voltak azok akik hajlamosak voltak inkább költők portréit és egyéb figurákat festeni amik elég gyorsan elvesztették stílusokat és valahogy gyerekesnek tűntek a modern szemnek. Néhány haiga, például Morikava Kjoriku művei, a formális művészeti képzést tükrözik, míg Nakahara Nantenbó és a zennel kapcsolatos viszonya műveiben is feltűnik.
Bár a hagyományos haigák, melyek számos formában léteztek (tekercsek, paravánok stb.), nem tűntek el teljesen, de manapság egyre elterjedtebb a modern eszközök, fényképezőgépek, fényképek és egyéb médiumok használata.

## Híres haiga művészek
- Enomoto Kikaku
- Ekaku Hakuin
- Kaga no Csijo
- Kobajashi Issza
- Macumura Goshun
- Macuo Basó
- Nonogucsi Ryúho
- Szakai Hooitsu
- Szengai Gibon
- Josza Buszon

## Fordítás
Ez a szócikk részben vagy egészben  a   Haiga című angol Wikipédia-szócikk fordításán alapul.  Az eredeti cikk szerkesztőit annak laptörténete sorolja fel. Ez a jelzés csupán a megfogalmazás eredetét és a szerzői jogokat jelzi, nem szolgál a cikkben szereplő információk forrásmegjelöléseként.